# Dalton Gardens
Pour les articles homonymes, voir Dalton.
Dalton Gardens est une ville américaine située dans le comté de Kootenai, dans le nord-ouest de l’Idaho.

## Démographie
| 1960  | 1970  | 1980  | 1990  | 2000  | 2010  |
| ----- | ----- | ----- | ----- | ----- | ----- |
| 1 083 | 1 559 | 1 795 | 1 951 | 2 278 | 2 335 |

Sa population s’élevait à 2 335 habitants lors du recensement de 2010.

## Source
- (en) Cet article est partiellement ou en totalité issu de l’article de Wikipédia en anglais intitulé « Dalton Gardens, Idaho » (voir la liste des auteurs).